# Barvířka (usedlost)
Barvířka je zaniklá usedlost v Praze 5 – Smíchově, která se nacházela severně od ulice Radlická na jihovýchodním svahu Pavího vrchu. Je po ní pojmenovaná ulice Pod Barvířkou jižně od Radlické.

## Historie
Na stráni Pavího vrchu nad Brentovou se vinice Barvířky rozkládala pravděpodobně již v 15. století. Roku 1641 ji od Jana Leandra Ryppela z Rupachu koupil zemský barvíř Jan Minicherrot. Roku 1840 vlastnil usedlost a 55 sáhů jejích pozemků Leopold Jurain. Od 80. let 19. století patřila rodině Barthově a poté jejich dědicům. Barthovi vlastnili také sousední usedlosti Brentová, Laurová a Minařka.
V průběhu 2. světové války byla částečně zbořena, zbytek zanikl v 60. letech 20. století za poslední majitelky paní Vorlové.
Podoba usedlosti
Před usedlostí na půdorysu písmene „L“ stála besídka.